# Propyliodone
Propyliodone (INN, tên thương mại Dionosil) là một phân tử được sử dụng làm thuốc cản quang. Nó được phát triển bởi một nhóm tại Imperial Chemical Industries  vào cuối những năm 1930.